# مارک لامبرون
مارک لامبرون (فرانسوی: Marc Lambron‎؛ زادهٔ ۴ فوریهٔ ۱۹۵۷) رمان‌نویس اهل فرانسه است.
او از اعضای فرهنگستان فرانسه است.
وی همچنین برندهٔ جوایزی همچون جایزه فمینا و لژیون دونور (شوالیه) شده‌است.